# 包岑县 (1994年—2008年)
包岑县（Landkreis Bautzen）是德国萨克森州曾经的一个县，隶属于德累斯顿行政区，首府包岑。2008年8月1日，包岑县与卡门茨县和霍耶斯韦达合并为新的包岑县。

## 地理
包岑县西面和北面与卡门茨县，东面与下西里西亚上劳西茨县，东南面与勒包-齐陶县，南面与捷克和萨克森施韦茨县相邻。